# Moisés Gómez
Moisés Gómez Bordonado (ur. 23 czerwca 1994 w Rojales) – hiszpański piłkarz występujący na pozycji pomocnika w hiszpańskim zespole Osasuna.